# 胡家庄乡
胡家庄乡，是中华人民共和国河北省保定市涞水县下辖的一个乡镇级行政单位。

## 行政区划
胡家庄乡下辖以下地区：
胡家庄村、富位村、永乐村、南辛庄村、南汝河村、北汝河村、姜各庄村、东文泉村、西武泉村和王各庄村。